# Eccellenza Calabria 1999-2000
Il campionato italiano di calcio di Eccellenza regionale 1999-2000 è stato il nono organizzato in Italia. Rappresenta il sesto livello del calcio italiano.
Questo è il campionato della Calabria, gestito dal Comitato Regionale Calabria; è costituito da un girone all'italiana, che ospita 16 squadre.

## Squadre partecipanti
- Nuova Acri, Acri (CS)
- A.S. Bagaladi, Bagaladi (RC)
- Calcio Cirò Krimisa, Cirò Marina (KR)
- Compr. Capo Vaticano, Ricadi (VV)
- A.S. Cutro, Cutro (KR)
- La Sportiva Cariatese, Cariati (CS)
- Montalto Calcio, Montalto Uffugo (CS)
- U.S.D. Paolana, Paola (CS)
- U.S. Polistena, Polistena (RC)

- S.C. Reggio Gallina 1969, Gallina di Reggio Calabria
- A.S. Calcio Riunite, Cittanova (RC)
- U.S. Rossanese, Rossano (CS)
- Pol. Rossoblù San Fili, San Fili (CS)
- S.C. Sambiase, Lamezia Terme (CZ)
- U.S. Santa Maria, Santa Maria di Catanzaro
- S.S. Silana, San Giovanni in Fiore (CS)

## Classifica finale
|  | Pos. | Squadra                  | Pt | G  | V  | N  | P  | GF | GS | DR  |
|  | ---- | ------------------------ | -- | -- | -- | -- | -- | -- | -- | --- |
|  | 1.   | Nuova Acri               | 68 | 30 | 21 | 5  | 4  | 57 | 22 | +35 |
|  | 2.   | Paolana                  | 56 | 30 | 16 | 8  | 6  | 35 | 13 | +22 |
|  | 3.   | Rossanese                | 48 | 30 | 14 | 8  | 10 | 42 | 32 | +10 |
|  | 4.   | Silana                   | 46 | 30 | 13 | 7  | 10 | 33 | 25 | +8  |
|  | 5.   | Polistena                | 41 | 30 | 11 | 8  | 11 | 31 | 24 | +7  |
|  | 6.   | Compr. Capo Vaticano     | 41 | 30 | 11 | 8  | 11 | 30 | 24 | +6  |
|  | 7.   | Sambiase                 | 39 | 30 | 11 | 6  | 13 | 37 | 48 | -11 |
|  | 8.   | Bagaladi                 | 39 | 30 | 10 | 9  | 11 | 26 | 38 | -12 |
|  | 9.   | Santa Maria Catanzaro    | 38 | 30 | 11 | 5  | 14 | 37 | 34 | +3  |
|  | 10.  | Rossoblù San Fili        | 38 | 30 | 10 | 8  | 12 | 35 | 38 | -3  |
|  | 11.  | Montalto                 | 38 | 30 | 10 | 8  | 12 | 29 | 35 | -6  |
|  | 12.  | Reggio Gallina           | 38 | 30 | 10 | 8  | 12 | 29 | 42 | -13 |
|  | 13.  | Cutro                    | 37 | 30 | 10 | 7  | 13 | 30 | 37 | -7  |
|  | 14.  | Calcio Riunite Cittanova | 37 | 30 | 9  | 10 | 11 | 33 | 31 | +2  |
|  | 15.  | La Sportiva Cariatese    | 33 | 30 | 8  | 9  | 13 | 24 | 40 | -16 |
|  | 16.  | Cirò Krimisa             | 23 | 30 | 6  | 6  | 18 | 23 | 48 | -25 |

## Spareggio 14º posto
| Squadra 1 | Risultato       | Squadra 2                |
| --------- | --------------- | ------------------------ |
| Cutro     | 0 - 0 (5-3 dcr) | Calcio Riunite Cittanova |

| ??? 2000                                     | Cutro                | 0 – 0 (d.t.s.) | Calcio Riunite Cittanova |  |
| \| \| \| \| \| \| Tiri di rigore 5 – 3 \| \| |                      |                |                          |  |
|                                              |                      |                |                          |  |
|                                              | Tiri di rigore 5 – 3 |                |                          |  |